# Hans Dominik

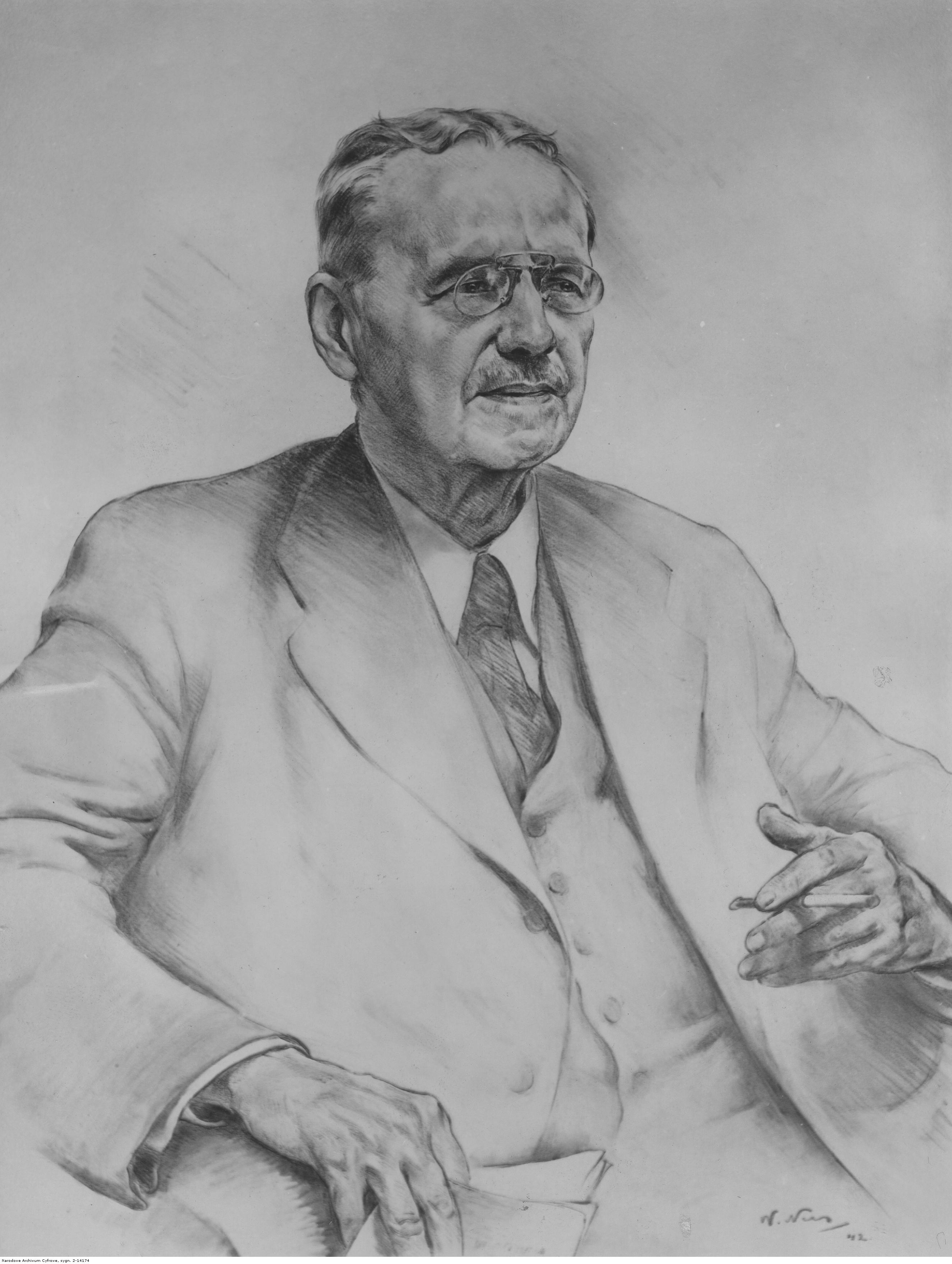
Hans Dominik, 1942.

Hans Joachim Dominik (* 15. November 1872 in Zwickau; † 9. Dezember 1945 in Berlin) war ein deutscher Schriftsteller, Science-Fiction- und Sachbuchautor, Wissenschaftsjournalist sowie Ingenieur (Elektrotechnik, Maschinenbau) und Erfinder. Zeitgenossen bezeichneten ihn auch als Ingenieurschriftsteller.

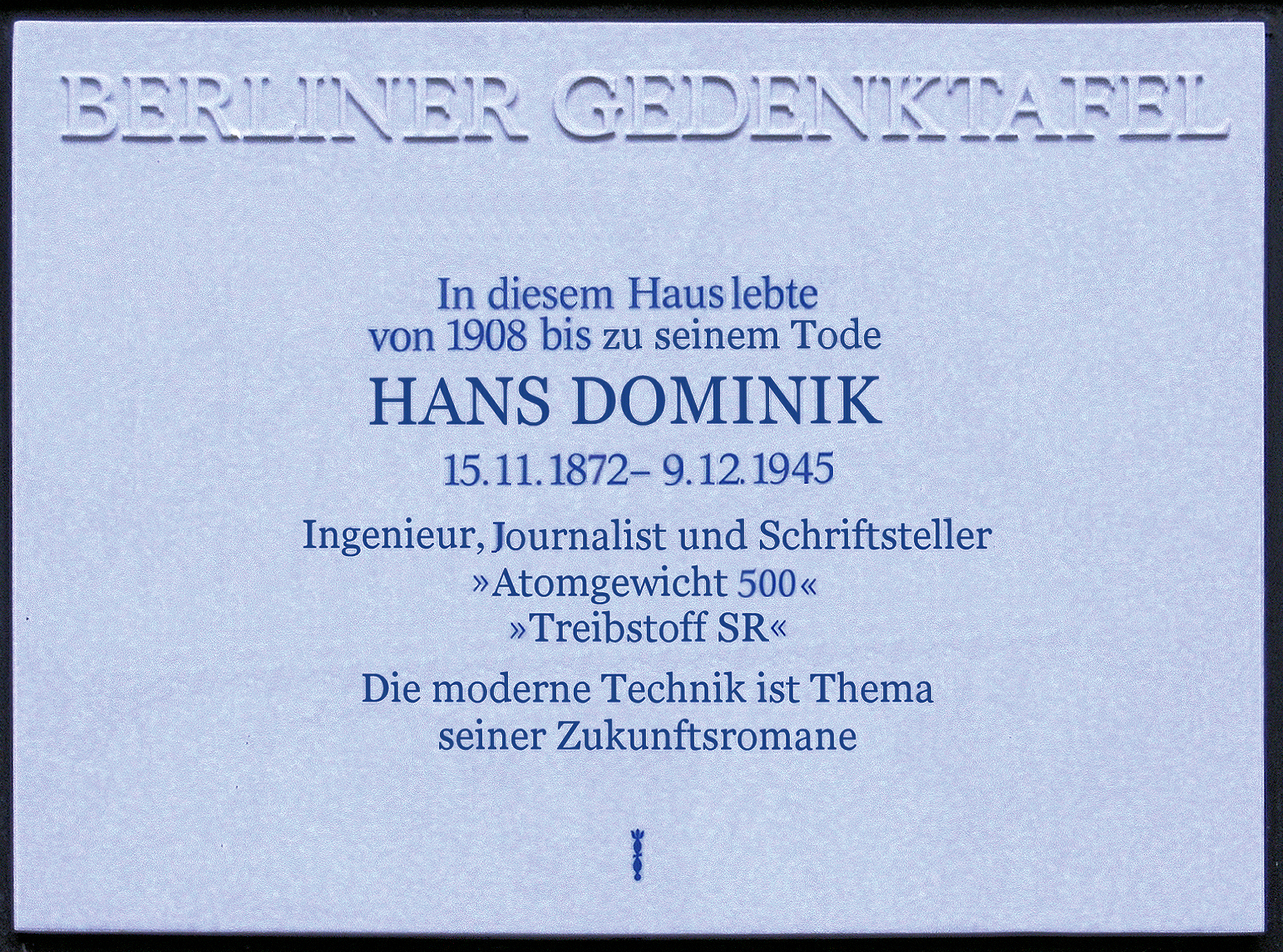
Berliner Gedenktafel am Haus Bogotastraße 2a in Berlin-Zehlendorf

## Leben

### Familiärer Hintergrund und Studienjahre
Hans Dominik wurde als Sohn des Journalisten und Verlegers Friedrich Wilhelm Emil Dominik (1844–1896) und dessen Ehefrau Hedwig, geborene Mügge (1846–1919), geboren. Er ist der Enkel des Schriftstellers Theodor Mügge sowie des Regiments-Rossarztes, und zuletzt Berliner Tierarztes, Friedrich Wilhelm Ludwig Dominik (1814–1883), geboren in Dyrotz. Dessen Bruder, also der Großonkel Hans Dominiks, war der Berliner Militär-Tierarzt Christian Friedrich Dominik.
Seine Jugendjahre wie auch den größten Teil seines Lebens verbrachte er in Berlin. Er besuchte verschiedene Gymnasien, u. a. das Gymnasium Ernestinum in Gotha, an dem Kurd Laßwitz, ein anderer Wegbereiter der Zukunftsliteratur in Deutschland, Mathematik und Physik unterrichtete. Diese Begegnung wurde für Dominik prägend. Kurd Laßwitz ließ zudem einen Teil seiner literarischen Werke bei Dominiks Vater publizieren.

Ein weiterer Lehrer Dominiks am Gymnasium Ernestinum war der später als Geophysiker weltweit bekannte Adolf Schmidt (1860–1944). Dominik hat ihn in seinen Erinnerungen beschrieben und als Vorbild für eine Romanfigur auserkoren:
„Eine andere interessante Persönlichkeit des Gothaer Lehrerkollegiums war Dr. Adolf Schmidt, der mir viele Jahrzehnte später als Vorbild für den „langen Schmidt“ in meinen Büchern „Ein Stern fiel vom Himmel“ und „Land aus Feuer und Wasser“ gedient hat. Am Ernestinum unterrichtete er in den neueren Sprachen und den Naturwissenschaften; jede freie Minute aber widmete er dem Studium des Erdmagnetismus… Niemand von uns Tertianern und Sekundanern hätte in dem ein wenig unbeholfen wirkenden langen Schmidt eine künftige wissenschaftliche Kapazität von internationalem Ruf vermutet.“
Nach dem Abitur 1893 studierte Hans Dominik an der Technischen Hochschule Berlin Maschinenbau mit Schwerpunkt Eisenbahntechnik. 1894 erkrankte sein Vater schwer. Dominik musste sein Studium unterbrechen, da durch diese Erkrankung die geschäftlichen Aktivitäten seines Vaters stark zurückgingen. Er musste Geld verdienen und arbeitete als Elektriker im Rheinland, bis sich eine Fortsetzung seines Studiums ergab.
Im Jahr 1895 unternahm er eine erste Amerikareise. Bei einer weiteren Reise in die USA blieb er ein ganzes Jahr dort und verdiente sich seinen Unterhalt als Elektroingenieur. Er gewann dort viele technische und wirtschaftliche Erkenntnisse sowie Einblicke in ein sich von Deutschland gänzlich unterscheidendes Land. Diese Erlebnisse flossen in eine Jugendbuchserie ein, John Workman, der Zeitungsboy, die Erfolgsgeschichte eines Zeitungsjungen, der es in Amerika bis zum Millionär bringt.

### Ingenieur (und journalistische Anfänge)
1898 brach Dominik sein Studium ab und arbeitete aufgrund verlockender Angebote aus der Industrie als Elektroingenieur. 1900 kam er zu Siemens & Halske in die Abteilung für Beleuchtung und Kraft. Hier fertigte er eine gründliche Arbeit über die Elektrifizierung im Bergbau für die Pariser Weltausstellung an und übernahm anschließend für ein Jahr das Büro für Literatur von Siemens & Halske. 1905 wechselte er seine Stellung und wurde technischer Lokalreporter beim Berliner Lokal-Anzeiger. Bei der Zeitschrift Der Motorwagen leitete er 1907 das Sekretariat.
Als Ingenieur erfand er ein neuartiges Kugellager, arbeitete an der Entwicklung der Erdtelegraphie mit und baute Diktiermaschinen und Lautsprecher.
Seit 1901 arbeitete er bereits nebenher als technischer Autor und Werbetexter. Viel gelesen wurden seine kurzen Abhandlungen im Berliner Tageblatt, die Überschriften trugen wie Technische Märchen, Was sich die Oberleitung erzählt oder Memoiren einer Taschenuhr. Seine rasche Auffassungsgabe sowie die Fähigkeit zu allgemeinverständlicher Darstellung komplizierter technischer Sachverhalte machten ihn zu einem gefragten Beiträger. 
Erste utopische Erzählungen erschienen 1907 in der Jugendbuchreihe Das Neue Universum.
1910 heiratete er Lieselotte Runge. Aus der Ehe ging die Tochter Lieselotte hervor. Als der Erste Weltkrieg ausbrach, wurde er infolge eines Wirbelsäulenleidens nicht eingezogen und arbeitete erneut für die Elektrofirma Siemens & Halske, diesmal im Bereich der Telegraphie.
Von ca. 1912 bis 1919 schrieb er für den Berliner C. Duncker Verlag fast jedes Jahr einen Roman. Diesen Werken war jedoch kein großer Erfolg beschieden. Sie kamen nur selten in mehr als einer Auflage heraus.

### Dramaturg und freier Schriftsteller

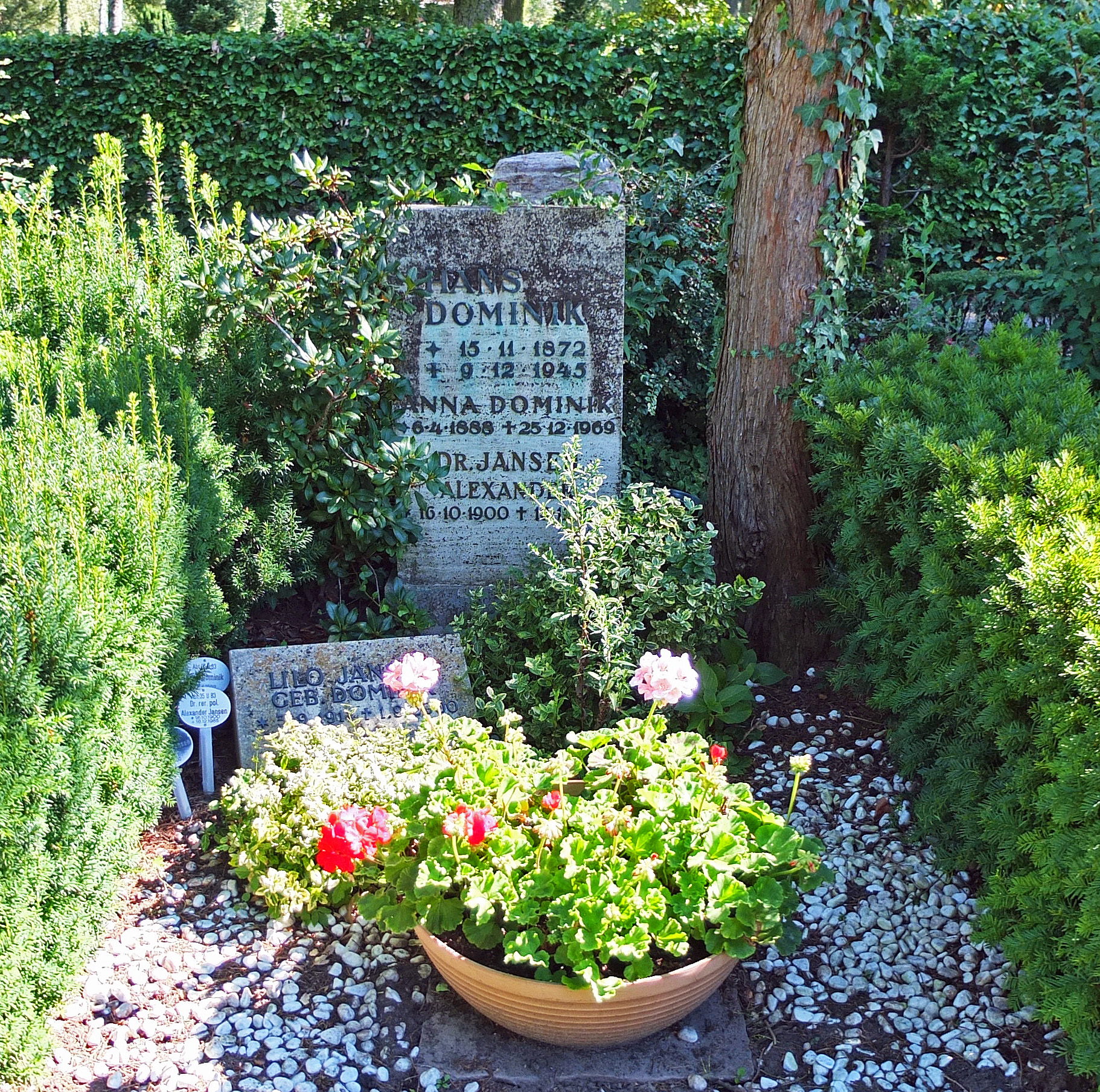
Das Grab von Hans Dominik auf dem Friedhof Zehlendorf in Berlin

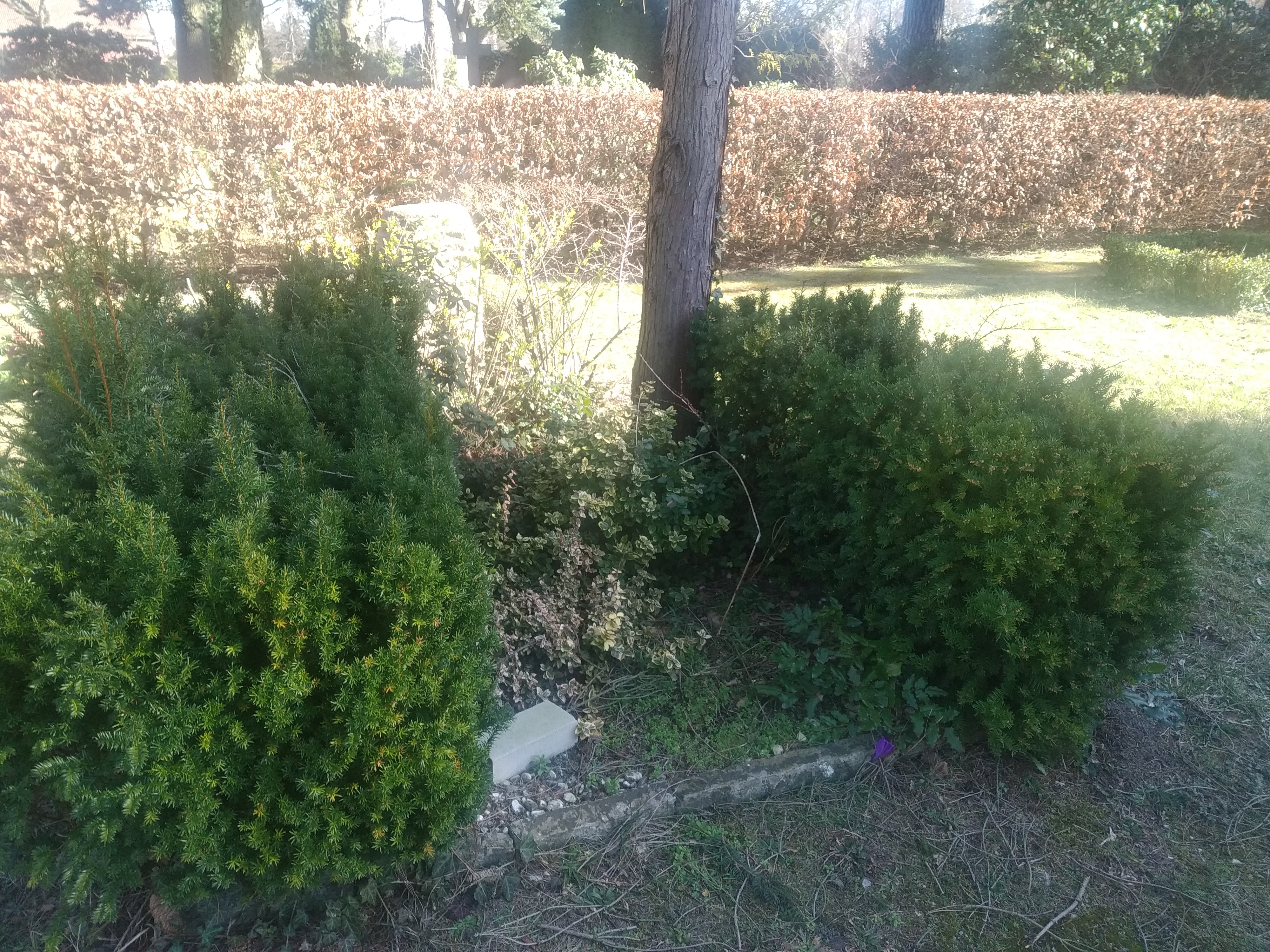
Das Familiengrab wurde aufgelassen

Nach dem Krieg war Dominik von 1918 bis 1920 als Dramaturg für technische Kurzfilme tätig.
Der erste utopische Roman Die Macht der Drei erschien 1922 als Fortsetzungsroman in der Woche und wurde im selben Jahr in Buchform herausgegeben. Der große Erfolg, der sich danach einstellte, machte Dominik in weiten Kreisen des deutschen Leserpublikums bekannt. Die Inflation 1923 zwang ihn allerdings zunächst wieder zur Annahme einer festen Stellung. Erst ab 1924 konnte er erneut als freier Schriftsteller arbeiten. In schneller Folge erschienen weitere Zukunftsromane, viele im Scherl-Verlag.
Auch in der Zeit des Nationalsozialismus blieb Dominik Erfolgsautor. Vier seiner Bücher erzielten Auflagen von über 100.000 Exemplaren, Land aus Feuer und Wasser sogar von mehr als 250.000 Exemplaren. Zum 70. Geburtstag erhielt er ein Glückwunschtelegramm von Propagandaminister Goebbels.
Hans Dominik starb, nur wenige Wochen nach seinem 73. Geburtstag, am 9. Dezember 1945 in Berlin. Beigesetzt wurde er auf dem Friedhof Zehlendorf (Feld 9-83). Die letzte Ruhestätte von Hans Dominik war zwischen 1978 und 2001 als Berliner Ehrengrab gewidmet. Das Familiengrab wurde mittlerweile aufgelassen.

## Das schriftstellerische Werk

### Literarische Bedeutung
Dominik ist einer der bedeutendsten Pioniere der Zukunftsliteratur in Deutschland. Er wurde als „Prophet der Technik“ und „deutscher Jules Verne“ bezeichnet. Seine Science-Fiction-Erzählungen erfreuen sich seit Anfang des 20. Jahrhunderts bis in die Gegenwart großer Beliebtheit. Sie wurden in hohen Auflagen gedruckt und werden bis heute immer wieder neu aufgelegt. Neben Science-Fiction hat Dominik Sachbücher und Artikel mit technisch-wissenschaftlichem Inhalt geschrieben.

### Inhalte und Stil
Hans Dominiks Romane der 1920er Jahre waren vom damaligen Zeitgeist in Deutschland geprägt. Im Mittelpunkt seiner Handlungen stehen meist deutsche Ingenieure oder Wissenschaftler, die ihre Erfindungen und Entdeckungen gegen undurchsichtige Konzerne und feindliche Nationen verteidigen müssen. Nach dem verlorenen Ersten Weltkrieg bedienten Dominiks Romane die deutschnationalen Träume vieler Leser, wobei allerdings in den Romanen Deutschland als Nation praktisch keine Rolle spielte – im Gegenteil: Ein Leitmotiv in fast allen Romanen ist eine multinationale Kooperation (zumeist bei der Forschung), in manchen Romanen wurde ein vereintes, demokratisches Europa angedeutet. Primäres Ziel der Erfindungen und Entdeckungen ist die friedliche Nutzung und teilweise eine recht deutliche Ablehnung von Krieg (in Das Erbe der Uraniden geht es z. B. um den Missbrauch von Atomenergie zu kriegerischen Zwecken und die Verbitterung des Entdeckers). In Atlantis wird trotz Warnungen der Panamakanal mit Hilfe riesiger Mengen eines höchst brisanten Sprengstoffs drastisch erweitert, so dass der Golfstrom in den Pazifik entweichen kann, was eine Eiszeit auf der Nordhalbkugel auslöst. In den Nachkriegsausgaben wird aus dem chemischen ein atomarer Sprengstoff.
Ein wiederkehrendes Motiv ist auch eine gewisse, speziell indische Mystik, die heute scheinbar im krassen Gegensatz zu den häufig nüchternen, technisch-utopischen Darstellungen steht: So werden auch die Themen „Gedankenlesen“, „Wahrsagerei“ und „Gedankenbeeinflussung“ behandelt. Als Dominik seine Romane schrieb, war diese Mischung aus Technik und Telepathie schon durch Fritz Langs erfolgreichen Zweiteiler Dr. Mabuse, der Spieler von 1921 und 1922 eingeführt. Die Hypnoseszene im ersten Teil des Dr. Mabuse (1921) findet sich in sehr ähnlicher Form bei Dominiks Die Macht der Drei (1922) in der Hochzeitsszene in Linnais, in der ein indischer Protagonist die Hochzeitsgesellschaft mit einer Illusion hypnotisiert, um dem deutschen Protagonisten und seiner Frischvermählten den Beginn ihrer Hochzeitsreise zu ermöglichen.
In späteren Neuauflagen wurden mitunter recht drastische Änderungen vorgenommen, um die Romane zu modernisieren. So beschrieb Dominik in Wettflug der Nationen ausschließlich Propellerflugzeuge samt den damit einhergehenden Geschwindigkeiten und technischen Problemen. In den Neuauflagen wurden daraus Strahlflugzeuge mit verdoppelter Geschwindigkeit, was nur noch mäßig mit dem Kontext in Einklang stand.
In seinen Romanen verwendete Dominik oft Anglizismen und englische Redewendungen.

#### Co-Autoren
Frank O. Hrachowy identifiziert für sämtliche Romane Dominiks von 1922 bis 1933 Hermann Hitzeroth als Co-Autor, der maßgeblich für die Stil- und Themenänderung in Dominiks Romanen verantwortlich gewesen sein soll. Hitzeroth war mit einem Tantiemenanteil von 25 % am Autorenerlös der Romane beteiligt. Als Co-Autoren einzelner Werke vor 1922 werden Friedrich Meister (Klar zum Gefecht, 1915) identifiziert sowie das Autorenpseudonym Kurt Matull (John Workmann, der Zeitungsboy, Bd. 1, 1909), hinter dem Hrachowy ebenfalls Hitzeroth vermutet.

### Chauvinismus der Zeit in den Romanen

#### Nationalismus und Rassismus in den Romanen
Die frühen Romane thematisierten einen „Kampf der Kulturen“, in dem die Europäer gegen andere Nationen – namentlich ein bolschewistisches Sowjetrussland, „die gelbe Gefahr“ China, die Araber und die Schwarzafrikaner – um die dominante Stellung in der Welt streiten. In seinem Roman Die Spur des Dschingis-Khan aus den Jahren 1922/23 plädiert die Hauptperson für eine „Rückführung“ schwarzer Bürger der USA auf den afrikanischen Kontinent. Figuren in Dominiks Romanen postulieren jedoch nicht die Unabänderlichkeit einer „Überlegenheit“ der „weißen Rasse“, sondern eine Art Verantwortung, „die Welt zu regieren, und dass in Zukunft eine andere Rasse (schwarz, gelb) käme, die die Bürde der Verantwortung von den Schultern nehmen werde“. Rudyard Kiplings Gedicht The White Man’s Burden (veröffentlicht 1899) drückt eine ähnliche Idee aus.
In der Zeit des Nationalsozialismus hatte er mit einem seiner Romane Probleme: 1941 durfte Das stählerne Geheimnis nicht mehr verkauft werden. Dominik äußerte in einem Schreiben von 1941 die Vermutung, dass der Anlass die Darstellung des Verhältnisses von Japan und den USA gewesen sei, was den Nationalsozialisten damals politisch nicht opportun erschien. Allerdings wurde dieses Buch spätestens 1943 wieder vom Verlag beworben.
Nach dem Zweiten Weltkrieg wurden seine Romane in der Bundesrepublik um als problematisch empfundene Stellen gekürzt. Durch diese teilweise drastischen Überarbeitungen wurden einige Werke auf bis zu ein Sechstel des ursprünglichen Umfangs zusammengestrichen. Ungekürzte Ausgaben kamen erst später – z. B. mit der Jubiläumsedition im Heyne Verlag – wieder heraus, wobei auch in diesen Ausgaben teilweise Passagen entfernt wurden. So wird in Der Wettflug der Nationen die Einrichtung eines Flugplatzes im brasilianischen Urwald beschrieben, der durch einen tödlichen elektrischen Zaun und Maschinenkanonen vor Indios geschützt wird. Durch diesen „Schutz“ sterben diverse Indios (was bewusst in Kauf genommen wird), bis diese schließlich die Gegend verlassen. Diese Passage fehlt in manchen Ausgaben.
In der Sowjetischen Besatzungszone wurde 1948 sein Buch Das Erbe der Uraniden (Scherl, Berlin 1943) in die Liste der auszusondernden Literatur aufgenommen, in der DDR 1952 zusätzlich Der Wettflug der Nationen (v. Hase & Koehler, Leipzig 1940), Befehl aus dem Dunkel (Scherl, Berlin 1942), König Laurins Mantel (Scherl, Berlin 1943) sowie Die Spur des Dschingis-Khan (Scherl, Berlin 1943). Auch später gab es keine Neuauflagen von Hans Dominiks Büchern, während vorhandene Bestände weiterhin in Bibliotheken zugänglich waren.

## Ehrungen
In der Bogotastraße 2a (ehemals Herderstraße) in Berlin-Schlachtensee wurde am 2. Juli 1999 eine Gedenktafel enthüllt; Dominik lebte hier von 1908 bis zu seinem Tod.

## Werke
Die hier aufgeführten Werke entsprechen dem momentanen Stand der Hans-Dominik-Forschung. Nur die großen sowie bekannten Romane und Erzählungen wurden berücksichtigt. Das Gesamtwerk wird auf einige tausend Artikel, Erzählungen und Sachbücher geschätzt.

### Science-Fiction-Romane
- Die Macht der Drei. Scherl-Verlag, Berlin 1922
- Die Spur des Dschingis-Khan. Ernst Keils Nachf. (August Scherl), Berlin 1923
- Atlantis. (Titel nach dem Zweiten Weltkrieg: Minute X) Scherl-Verlag, Berlin 1924/25
- Der Brand der Cheopspyramide. Scherl-Verlag, Berlin 1925/26
- Das Erbe der Uraniden. Scherl-Verlag, Berlin 1926/27
- König Laurins Mantel. (Titel nach dem Zweiten Weltkrieg: Unsichtbare Kräfte). Ernst Keils Nachf. (August Scherl), Berlin 1928
- Kautschuk. Scherl-Verlag, Berlin 1929/30
- Befehl aus dem Dunkel. Scherl-Verlag, Berlin 1932/33
- Der Wettflug der Nationen. Prof.-Eggerth-Serie. Teil 1. Verlag Koehler & Amelang, Leipzig 1932/33
- Ein Stern fiel vom Himmel. Prof.-Eggerth-Serie. Teil 2. Verlag Koehler & Amelang, Leipzig 1933
- Das stählerne Geheimnis. August-Scherl, Berlin 1934
- Atomgewicht 500. August Scherl, Berlin 1934/35[15]
- Himmelskraft. Scherl-Verlag, Berlin 1937
- Lebensstrahlen. Scherl-Verlag, Berlin 1938
- Land aus Feuer und Wasser. (= Prof.-Eggerth-Serie. Teil 3). Verlag v. Hase & Koehler, Leipzig 1939
- Treibstoff SR. August Scherl Nachfolger, Berlin 1939/40 (Titel nach dem Zweiten Weltkrieg: Flug in den Weltenraum oder Fahrt in den Weltraum); als Lizenzausgabe auch erschienen im Verlagshaus „Der Roman“ (Rudolf Lubowski & Co.), Altenstein/Ufr., unter dem Titel Flug in den Weltraum (Treibstoff SR). Ein Zukunftsroman

### Kurzgeschichten
Kurzgeschichten von Hans Dominik erschienen in dem jährlichen Periodikum Das Neue Universum
- 1907: Die Nahrung der Zukunft
- 1908: Die Reise zum Mars
- 1909: Eine Reise im Jahre 1970
- 1910: Ein neues Paradies
- 1911: Hundert Jahre Elektrotechnik
- 1913: Ein Experiment (anonym veröffentlicht)
- 1916: gefährliche Augenblicke eines Kinoschauspielers. S. 375–378
- 1917: Neuland
- 1918: Eine Expedition in den Weltraum
- 1919: Schätze der Tiefe
- 1921: Zukunftsmusik
- 1930: Dreißig Jahre später
- 1930: Bei der verlorenen Mannschaft
- 1933: Professor Belians Tagebuch
- 1934: Ein Freiflug im Jahre 2222

### Sonstige belletristische Werke
- 1903: Technische Märchen
- 1903: Wissenschaftliche Plaudereien
- 1909: John Workmann, der Zeitungsboy. Band 1: Im Reich des Zeitungsriesen
- 1910: Unter Tage verschüttet
- 1911: Hochströme
- 1912: Glück auf!
- 1912: Die Madonna mit den Perlen
- 1912: Heilige Wasser
- 1913: Der eiserne Weg
- 1913: Der Sieger (1912 als Fortsetzungsroman im Schwäbischen Merkur veröffentlicht)
- 1913 Der Kreiselkompaß
- 1913/14: Zauber des Südens (auch unter dem Titel Alpenglühen veröffentlicht)
- 1914: Versunkenes Land
- 1915: Klar zum Gefecht
- 1916: Das Eiserne Kreuz
- 1916: Der eiserne Halbmond
- 1921: John Workmann, der Zeitungsboy. Band 2: Wanderjahre im Westen
- 1921: John Workmann, der Zeitungsboy. Band 3: Neue Wunder der Großindustrie
- 1925: John Workmann, der Zeitungsboy. Band 4: Lehr- und Meisterjahre im Süden (und vollständige Ausgabe mit allen 4 Teilen erschienen)
- 1928: Klaus im Glück
- 1929/30: Moderne Piraten
- 1941: Geballte Kraft
- 1942: Vom Schraubstock zum Schreibtisch (Autobiographie). Digitalisiert von der Deutschen Nationalbibliothek, 2012. URN urn:nbn:de:101:1-201203307800
- 1942: Das ewige Herz
- 1948: Wunder des Schmelztiegels

### Sachbücher
- 1902: Was muß man von der Dampfmaschine wissen?
- 1902/05: Wissenschaftliche Plaudereien
- 1903: Was muß man von der Dynamomaschine wissen?
- 1903: Was muß man von der Naturlehre wissen?
- 1904: Was muß man von der Organischen Chemie wissen?
- 1905: Kalender für Ingenieure des Maschinenbaus
- 1905: Kalender für Maschinenbautechniker
- 1905/06: Das Wernerwerk von Siemens & Halske A.-G., Berlin-Nonnendamm
- 1908: Amüsante Wissenschaft
- 1914: Das Zeitalter der Elektrizität. Band 1: Die Kräfte der Natur, ihre Hebung und Verwertung
- 1915: Unsere Luftflotte und Flieger
- 1921/22: Im Wunderland der Technik: Meisterstücke und neue Errungenschaften, die unsere Jugend kennen sollte
- 1925: Das Buch der Chemie: Errungenschaften der Naturerkenntnis
- 1925: Das Buch der Physik: Errungenschaften der Naturerkenntnis
- 1925: Welten, Werke, Wunder
- 1927/28: Triumphe der Technik
- 1928/29: Das Schaltwerk der Siemens-Schuckertwerke AG, Berlin-Siemensstadt
- 1929: Über und unter der Erde
- 1929: Der Werkzeugmaschinenbau Fritz Werner, Aktiengesellschaft, Berlin
- 1931: Ein Besuch im Kabelwerk
- 1935/36: Vistra, das weiße Gold Deutschlands
- 1938: Der Werkzeugmaschinen- und Werkzeugbau, Fritz Werner, Aktiengesellschaft, Berlin, Band 17, zweite, erweiterte Auflage